# Cały ten świat (album)
Cały ten świat – drugi album studyjny polskiego kolektywu Masala, wydany 3 października 2008 przez Open Sources.

## Lista utworów
Opracowano na podstawie materiału źródłowego.
1. „Cały Ten Świat” – 3:46
2. „Inner Chains” – 4:23
3. „Max / Min” – 3:19
4. „Palce i Zapalnik” – 4:07
5. „Węgrrrrrrrrr!” – 3:52
6. „Cruel Vibrations” – 5:34
7. „Blokowiska / Posiadłości” – 3:19
8. „Punkka Masala” – 2:17
9. „Zamzam” – 4:24
10. „Każdego Dnia” – 3:29
11. „Rewolucja w Nas” – 4:39
12. „Czego Chcieć Więcej?” – 3:53
13. „Future Shock” – 3:29

## Twórcy

### Skład podstawowy
- Rafał „Praczas” Kołaciński – produkcja muzyczna, elektronika, fx
- Duże Pe – teksty, MC'ing
- Bartłomiej „Bart” Pałyga – sarangi, kemancze, cura, śpiewy gardłowe
- Daniel „Danielsen” Moński – darabuka, dhol, tabla, bendir, cajon, śpiewy gardłowe
- Szymon „DJ Spox” Kurek – gramofony, fx

### Gościnnie
- Rasm Al Mashan (Soomood) – wokal, MC'ing
- Tomasz Osiecki – sitar
- Blady Kris – beatbox
- Maciej Cierliński – lira korbowa
- Mittu Sain – bębny
- Aaron Szylagi – drumla
- Małgorzata Orczyk – wokal
- Michał Rudaś – wokal
- Sebastian Więlądek (Yerba Mater)
- Rafał Mamiński (Yerba Mater)
- Smok i Mario Dziurex AS One Studio – mastering